# Nouri al-Jarrah
Pour les articles homonymes, voir Jarrah (homonymie).
Nouri al-Jarrah (en arabe : نوري الجراح ; né en 1956 à Damas) est un poète syrien. Il déménage à Beyrouth en 1981, puis à Chypre et enfin à Londres en 1986, où il travaille comme journaliste dans plusieurs journaux et magazines arabes,,. 
Nouri al-Jarrah est le fondateur du magazine littéraire Al-Katiba, dont 15 numéros ont été publiés. Il a également publié un certain nombre de recueils de poèmes.  
Il est également directeur du Center for Arabic Geographical Literature-Exploration Prospects, basé à Abu Dhabi et à Londres. Cet institut a publié un certain nombre d'ouvrages relatifs à la littérature arabe du voyage, notamment Hassan Taufik al Idl, qui a voyagé à la fin du XIXe siècle en Allemagne.    

## Œuvre
L'œuvre poétique de Nouri al-Jarrâh est en langue arabe classique[Interprétation personnelle ?].[source secondaire nécessaire].  
En 2016, Une barque pour Lesbos et autres poèmes est publié ; en 2017, Le Désespoir de Noé, dans la collection Nyx aux éditions Moires, traduits par Aymen Hacen.
En 2017, son poème Un désert entre deux villes, extrait du recueil Le Chemin de Damas et le Jardin persan, est choisi par la revue Vacarme pour représenter la poésie syrienne, dans une traduction d'Inès Horchani.
Un désert entre deux villes
Les fragments du soleil sont sources d’une vision éternelle 

Ta vie incomplète

Se promène

À l’ombre des souks

Attirée par le bruit du métal sur le basalte

Par les éclats crépusculaires

Par l’apparition des êtres chers

Détachés de l’odeur du tissu

Et par l’allure de la lumière dans les verres de vin

Mais puisque le jour est bien plus long que notre patience

Puisque les mots sont des mirages miroitants

L’échine se courbe

Plus d’indication

Dans ce territoire de la perplexité

Une petite flèche imprévisible

A secoué le lieu

D’un fou rire celui du carnage.

## Famille
Le fils de Nouri al-Jarrah, Rami Jarrah, devient un activiste de premier plan au début de 2011 lors du soulèvement syrien, il est cité par les médias internationaux sous son pseudonyme d'Alexander Page jusqu'à ce qu'il soit rapidement identifié, fin 2011, par les services de renseignement syriens. 